# Форбс, Билли
Билли Форбс (англ. Billy Forbes; 13 декабря 1990, Провиденсьялес, Теркс и Кайкос) — футболист из Теркса и Кайкоса, выступающий на позиции полузащитника.

## Биография

### Клубная карьера
C 2006 года выступал за команду «Провопул Селтик» из Теркса и Кайкоса.
В 2009—2012 представлял команды Западно-техасского колледжа и Лаббокского христианского университета.
В мае 2014 года стал игроком «Сан-Антонио Скорпионс», выступавшего в Североамериканской футбольной лиге. 15 ноября 2014 года на 74-й минуте встречи забил победный гол в матче за чемпионство в лиге (Соккер Боул) против «Форт-Лодердейл Страйкерс».
28 января 2016 года перешёл в другой клуб лиги «Райо ОКС».
Зимой 2017 года подписал контракт с клубом «Сан-Антонио» из USL. По итогам сезона 2017 вошёл во вторую символическую сборную лиги.
14 декабря 2017 года клуб USL «Финикс Райзинг» объявил о подписании полузащитника на сезон 2018.
23 января 2019 года вернулся в «Сан-Антонио». 4 сентября 2019 года покинул клуб.
2 января 2020 года подписал контракт с клубом «Остин Боулд».
11 января 2021 года подписал контракт с клубом «Майами».
2 марта 2022 года подписал контракт с клубом «Детройт Сити». 21 июля 2022 года отправился в аренду в клуб Канадской премьер-лиги «Валор». По окончании сезона 2022 покинул «Детройт Сити» в связи с истечением контракта.
2 мая 2023 года подписал контракт с клубом Лиги один ЮСЛ «Сентрал Валли Фуэго» на оставшуюся часть сезона 2023.

### Карьера в сборной
За сборную Теркса и Кайкоса дебютировал 7 февраля 2008 года в матче первого отборочного раунда чемпионата мира 2010 против сборной Сент-Люсии. Первый гол за сборную забил в ворота сборной Сент-Китса и Невиса 24 марта 2015 года в матче первого отборочного раунда чемпионата мира 2018.

## Достижения

### Командные
«Сан-Антонио Скорпионс»
- Чемпион Североамериканской футбольной лиги (Соккер Боул) (1): 2014

### Личные
- Лучший ассистент Североамериканской футбольной лиги: 2014 (7 голевых передач)